# Llista Vermella de la UICN
La Llista Vermella de la UICN, el nom complet de la qual és Llista Vermella d'espècies amenaçades de la UICN (en anglès, The IUCN Red List of Threatened Species), creada el 1964, és la llista més completa de l'estat de conservació global de les espècies animals i vegetals. La Unió Internacional per a la Conservació de la Natura (IUCN) és la principal autoritat mundial sobre l'estat de conservació de les espècies, i, segons la seva directora general, Julia Marton-Lefèvre, és l'estàndard global més preuat per a la informació de les accions de conservació.
Aquesta llista es basa en criteris precisos per tal d'avaluar el risc d'extinció de milers d'espècies i subespècies: aquests criteris s'apliquen a totes les espècies de totes les parts del món, amb l'objectiu d'informar als legisladors i al públic en general sobre la importància dels temes relacionats amb la conservació, i ajudar la comunitat internacional a intentar frenar l'extinció d'espècies.
Alguns dels assessors principals sobre espècies són BirdLife International, l'Institute of Zoology (la divisió de recerca de la Societat Zoològica de Londres) el World Conservation Monitoring Centre, i molts grups especialitzats dins l'Species Survival Commission (SSC) de la UICN. En conjunt, les valoracions d'aquestes organitzacions i grups representen gairebé la meitat de les espècies de la Llista Vermella.
La Llista Vermella és àmpliament reconeguda com a sistema més objectiu i fiable per a la classificació d'espècies pel que fa al seu risc d'extinció.
L'objectiu de la UICN és avaluar totes les espècies cada cinc anys si és possible, o cada deu anys com a mínim. A la Llista Vermella de 2006 hi ha, però, més de 7.000 espècies la situació de les quals no s'ha avaluat des de 1996.
Cada any es poden redescobrir un petit nombre d'espècies "extintes" -que esdevenen tàxons Llàtzer-, o bé que es reclassifiquen com a "amb dades insuficients". El 2002, la llista d'extincions es va reduir fins a les 759 espècies, però ha augmentat des d'aleshores.

## Història

El percentatge d'espècies en diversos grups que s'enumeren a en perill crític d'extinció, en perill d'extinció, o vulnerable a la llista vermella de la UICN de 2007.

### Llista vermella de plantes amenaçades de 1964
La llista vermella de plantes amenaces de la UICN de 1964 va utilitzar el sistema d'avaluació de la llista vermella dels criteris previs. Les plantes enumerades potser poden no aparèixer a l'actual llista vermella. La UICN aconsella que és millor consultar tant la llista vermella en línia com la publicació de la Llista Vermella de les plantes de 1997.

### Edició de 2006
La Llista Vermella de 2006, publicada el 4 de maig de 2006, avaluava 40.168 espècies més 2.160 subespècies, varietats, poblacions aquàtiques i subpoblacions. De totes elles, es considerava que 16.116 estaven amenaçades; d'aquestes, 7.723 eren animals, 8.390 vegetals i 3 eren líquens i fongs.
Aquesta edició incloïa 784 extincions enregistrades des de l'any 1500, xifra que no havia canviat des de l'edició de 2004 i que representava un augment de 18 espècies respecte a les 766 relacionades en l'edició de 2000.

### Edició de 2007
El 12 de setembre de 2007, la UICN va publicar l'edició 2007 de la Llista Vermella, una nova actualització de la seva base de dades en línia sobre el risc d'extinció de les espècies. En aquesta edició, que avaluava 41.415 espècies, se'n descrivien 16.306 en perill d'extinció (190 més que el 2006): 7.850 animals, 8.447 plantes i 9 líquens, fongs i algues. S'hi declaraven 785 espècies ja extintes (698 animals i 87 vegetals), i altres 65 (38 animals i 27 vegetals) que ja no es trobaven en estat salvatge.

### Edició de 2008

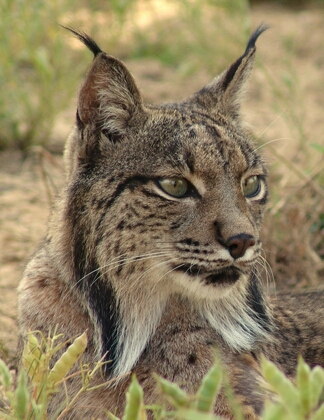
Un linx ibèric (Lynx pardinus), una de les espècies en perill de la Llista Vermella de la UICN

L'edició de 2008 va veure la llum el 6 d'octubre de 2008 en el si del IUCN World Conservation Congress celebrat a Barcelona. En aquesta edició, la més extensa fins al moment, i que inclou els resultats de la Global Mammal Assessment sobre els mamífers, es va confirmar una crisi d'extincions d'aquests animals, ja que s'estimava que, com a mínim, un 20% de les espècies (1.141 sobre 5.487 analitzades) estava en risc de desaparèixer. A més, no hi havia prou dades (Data Deficient) de 836 espècies i, per tant, la situació podria ser encara més greu. De fet, 188 espècies de mamífers es troben en la categoria de més risc (Critically Endangered), entre elles el linx ibèric (Lynx pardinus). Tot i això, s'observaven signes de millora, i una reassignació a categories de menys risc, en algunes espècies en la conservació de les quals s'havia intervingut, com era el cas de l'elefant africà (Loxodonta africana) que va passar de "vulnerable" a "gairebé amenaçat".
Pel que fa a les aus, el 19 de maig de 2008 es va publicar al lloc web de BirdLife International la secció dedicada a aquests animals, amb 1.226 espècies amenaçades i 8 que havien passat a la categoria "en perill crític". En la majoria de les 148 espècies la categoria de les quals havia canviat, aquest canvi responia a un millor coneixement de les seves poblacions o amenaces, però, de les 26 que havien canviat de categoria a causa de la mida de les seves poblacions, la taxa de reducció que havien experimentat o l'extensió del seu hàbitat, 24 havien passat a un nivell de risc superior, com ara el becut (Numenius arquata) que abans es considerava com de "Risc mínim" i va passar a la categoria "Gairebé amenaçada".
Quant als amfibis, també pateixen una crisi, ja que un 32% de les espècies estan amenaçades o extintes, com per exemple el gripau de Holdridge (Incilius holdridgei), endèmic de Costa Rica, que va passar de Critically Endangered to Extinct, ja que no se'n va trobar cap individu des de 1986 tot i la cerca exhaustiva. Pel que fa als rèptils, diverses espècies van ser reassignades a categories de més risc.
En total, la Llista Vermella inclou ara 44.838 espècies, 16.928 de les quals (un 38%) estan amenaçades. D'aquestes, 3.246 tenen un risc extremadament gran d'extingir-se en estat salvatge (Critically Endangered), 4.770 tenen un gran risc de fer-ho (Endangered) i altres 8.912 són vulnerables.

### Edició de 2012
L'edició de 2012 va veure la llum el 19 de juliol de 2012 
a Rio +20 Cimera de la Terra; es van afegir al voltant de 2.000 espècies, amb 4 espècies a la llista com a extingides, 2 a la llista redescoberta. La UICN va avaluar un total de 63.837 espècies que va revelar 19.817 que estan amenaçades d'extinció. Amb 3.947 es descriu com a "en perill crític" ("critically endangered") i 5.766 com a "en perill" ("endangered"), mentre que més de 10.000 espècies estan llistades com a "vulnerables" ("vulnerable"). L'amenaça són el 41% de les espècies d'amfibis, el 33% dels corals formadors d'esculls, el 30% de les coníferes, el 25% dels mamífers i el 13% de les aus. La Llista Vermella de la UICN ha llistat 132 espècies de plantes i animals de l'Índia com a "En Perill Crític" ("Critically Endangered").

## Categories

Categories de la UICN, versió 2.3, 1994.

Categories de la UICN, versió 3.1, 2001.

Les espècies i altres tàxons es classifiquen en diversos grups segons criteris com ara la taxa de disminució, la mida de la població, l'àrea de distribució geogràfica i la proporció entre la població i la fragmentació de la distribució. Cal tenir en compte, però, que les espècies s'avaluen com a conjunt, és a dir, una espècie té una categoria determinada però una o més de les seves subpoblacions poden estar en una situació diferent. Per exemple, el llop (Canis lupus) pertany a la categoria de "risc mínim" perquè està força estès i la seva població és estable, però està extint a diverses zones en què anteriorment se'l podia trobar, com ara Àustria, Suïssa o el Regne Unit.
Actualment hi ha dues versions, la 2.3 (1994) i la 3.1 (2001); a mesura que les espècies es tornen a avaluar se n'actualitza la versió aplicable. Altres versions ja obsoletes foren: 1.0 (1991), 2.0 (1992), 2.1. (1993), 2.2 (1994) i 3.0 (1999).
- Extinta (EX, Extinct): una espècie és extinta quan no hi ha cap dubte raonable que el seu darrer individu ha mort. S'assumeix aquest estat quan estudis exhaustius, en el seu hàbitat conegut i/o suposat, en el moment adient (diari, estacional, anual), d'acord amb la seva àrea de distribució històrica, no n'han pogut trobar cap individu. Els estudis s'han de realitzar en un marc temporal adequat al cicle vital i a la forma de vida de l'espècie.

- Extinta en estat salvatge (EW, Extinct in the Wild): una espècie és extinta en estat salvatge quan només se'n coneix la supervivència en cultius, en captivitat o com a població o poblacions naturalitzades molt allunyades de la seva àrea de distribució anterior. S'assumeix aquest estat quan estudis exhaustius en el seu hàbitat conegut i/o suposat, en el moment adient (diari, estacional, anual), d'acord amb la seva àrea de distribució històrica, no n'han pogut trobar cap individu. Els estudis s'han de realitzar en un marc temporal adequat al cicle vital i a la forma de vida de l'espècie.

- Amenaçada (Threatened):
  - En perill crític (CR, Critically Endangered): una espècie es troba en perill crític quan totes les proves disponibles indiquen que encaixa en els criteris de la UICN (anglès) i es considera, per tant, que corre un risc extremadament gran d'extingir-se en estat salvatge.
  - En perill (EN, Endangered): una espècie es troba en perill quan totes les proves disponibles indiquen que encaixa en els criteris de la UICN (anglès) i es considera, per tant, que corre un risc molt gran d'extingir-se en estat salvatge.
  - Vulnerable (VU, Vulnerable): una espècie és vulnerable quan totes les proves disponibles indiquen que encaixa en els criteris de la UICN (anglès) i es considera, per tant, que corre un gran risc d'esdevenir espècie "en perill" en estat salvatge.

- Risc baix (Lower Risk o LR) (solament versió 2.3, 1994)
  - Depèn de la conservació (LR/cd, Conservation Dependent): espècie que és l'objectiu d'un programa continu de conservació específic per a una espècie o hàbitat adreçat a l'espècie en qüestió, i la finalització del qual faria que l'espècie quedés inclosa en una de les categoria anteriors en un termini de cinc anys.
  - Gairebé amenaçada (LR/nt, Near Threatened): espècie que no encaixa dins la categoria "Depèn de la conservació", però que està propera a ser qualificada com a vulnerable.
  - Risc mínim (LR/lc, Least Concern): espècie que no encaixa dins cap de les dues categories anteriors.

- Gairebé amenaçada (NT, Near Threatened) (solament versió 3.1, 2001): una espècie està gairebé amenaçada quan s'hi han aplicat els criteris de la UICN (anglès) i ara per ara no encaixa en cap de les categories anteriors, però, o bé hi està a prop, o bé és probable que encaixi en alguna d'elles en un futur proper.

- Risc mínim (LC, Least Concern) (solament versió 3.1, 2001): una espècie té un risc baix quan ha estat avaluada segons els criteris de la UICN (anglès) i no encaixa en cap de les categories anteriors. En aquesta categoria s'inclouen les espècies abundants i molt esteses.

### Altres categories
- Dades insuficients (DD, Data Deficient): una espècie té dades insuficients quan no es disposa de prou dades, per establir-ne, directament o indirectament, el risc d'extinció basant-se en la seva distribució i/o l'estat de la població. Una espècie d'aquesta categoria pot estar ben estudiada, i la seva biologia ben coneguda, però manquen dades sobre la seva abundància i/o àrea de distribució. "Dades insuficients" no és, per tant, una categoria de risc.

- Sense avaluar (NE, Not Evaluated): una espècie està sense avaluar quan encara no ha estat avaluada segons els criteris de la UICN (anglès).

- Possiblement extinta (PE, Possibly Extinct): Birdlife International utilitza la categoria addicional "Possiblement extinta" (PE),[19] i ha fet la recomanació que esdevingui oficial, però no fa esment d'una categoria "Possiblement extinta en estat salvatge" tot i que el guacamai de Spix (Cyanopsitta spixii) té aquesta classificació. Es pot considerar una subcategoria de "En perill crític".

### Estructura de les categories (versió 2.3)
|  | Extinta (EX) |
|  |              |

|  | Extinta en estat salvatge (EW) |
|  |                                |

|  | En perill crític (CR) |
|  |                       |
|  | En perill (EN)        |
|  |                       |
|  | Vulnerable (VU)       |
|  |                       |

|  | Depèn de la conservació (LR/cd) |
|  |                                 |
|  | Gairebé amenaçada (LR/nt)       |
|  |                                 |
|  | Risc mínim (LR/lr)              |
|  |                                 |

|  | Extinta (EX) |
|  |              |

|  | Extinta en estat salvatge (EW) |
|  |                                |

|  | En perill crític (CR) |
|  |                       |
|  | En perill (EN)        |
|  |                       |
|  | Vulnerable (VU)       |
|  |                       |

|  | Depèn de la conservació (LR/cd) |
|  |                                 |
|  | Gairebé amenaçada (LR/nt)       |
|  |                                 |
|  | Risc mínim (LR/lr)              |
|  |                                 |

|  | Extinta (EX) |
|  |              |

|  | Extinta en estat salvatge (EW) |
|  |                                |

|  | En perill crític (CR) |
|  |                       |
|  | En perill (EN)        |
|  |                       |
|  | Vulnerable (VU)       |
|  |                       |

|  | Depèn de la conservació (LR/cd) |
|  |                                 |
|  | Gairebé amenaçada (LR/nt)       |
|  |                                 |
|  | Risc mínim (LR/lr)              |
|  |                                 |

|  | Extinta (EX) |
|  |              |

|  | Extinta en estat salvatge (EW) |
|  |                                |

|  | En perill crític (CR) |
|  |                       |
|  | En perill (EN)        |
|  |                       |
|  | Vulnerable (VU)       |
|  |                       |

|  | Depèn de la conservació (LR/cd) |
|  |                                 |
|  | Gairebé amenaçada (LR/nt)       |
|  |                                 |
|  | Risc mínim (LR/lr)              |
|  |                                 |

|  | Extinta (EX) |
|  |              |

|  | Extinta en estat salvatge (EW) |
|  |                                |

|  | En perill crític (CR) |
|  |                       |
|  | En perill (EN)        |
|  |                       |
|  | Vulnerable (VU)       |
|  |                       |

|  | Depèn de la conservació (LR/cd) |
|  |                                 |
|  | Gairebé amenaçada (LR/nt)       |
|  |                                 |
|  | Risc mínim (LR/lr)              |
|  |                                 |

|  | Extinta (EX) |
|  |              |

|  | Extinta en estat salvatge (EW) |
|  |                                |

|  | En perill crític (CR) |
|  |                       |
|  | En perill (EN)        |
|  |                       |
|  | Vulnerable (VU)       |
|  |                       |

|  | Depèn de la conservació (LR/cd) |
|  |                                 |
|  | Gairebé amenaçada (LR/nt)       |
|  |                                 |
|  | Risc mínim (LR/lr)              |
|  |                                 |

|  | Extinta (EX) |
|  |              |

|  | Extinta en estat salvatge (EW) |
|  |                                |

|  | En perill crític (CR) |
|  |                       |
|  | En perill (EN)        |
|  |                       |
|  | Vulnerable (VU)       |
|  |                       |

|  | Depèn de la conservació (LR/cd) |
|  |                                 |
|  | Gairebé amenaçada (LR/nt)       |
|  |                                 |
|  | Risc mínim (LR/lr)              |
|  |                                 |

|  | Extinta (EX) |
|  |              |

|  | Extinta en estat salvatge (EW) |
|  |                                |

|  | En perill crític (CR) |
|  |                       |
|  | En perill (EN)        |
|  |                       |
|  | Vulnerable (VU)       |
|  |                       |

|  | Depèn de la conservació (LR/cd) |
|  |                                 |
|  | Gairebé amenaçada (LR/nt)       |
|  |                                 |
|  | Risc mínim (LR/lr)              |
|  |                                 |

### Estructura de les categories (versió 3.1)
|  | Extinta (EX) |
|  |              |

|  | Extinta en estat salvatge (EW) |
|  |                                |

|  | En perill crític (CR) |
|  |                       |
|  | En perill (EN)        |
|  |                       |
|  | Vulnerable (VU)       |
|  |                       |

|  | Gairebé amenaçada (NT) |
|  |                        |

|  | Risc mínim (LC) |
|  |                 |

|  | Extinta (EX) |
|  |              |

|  | Extinta en estat salvatge (EW) |
|  |                                |

|  | En perill crític (CR) |
|  |                       |
|  | En perill (EN)        |
|  |                       |
|  | Vulnerable (VU)       |
|  |                       |

|  | Gairebé amenaçada (NT) |
|  |                        |

|  | Risc mínim (LC) |
|  |                 |

|  | Extinta (EX) |
|  |              |

|  | Extinta en estat salvatge (EW) |
|  |                                |

|  | En perill crític (CR) |
|  |                       |
|  | En perill (EN)        |
|  |                       |
|  | Vulnerable (VU)       |
|  |                       |

|  | Gairebé amenaçada (NT) |
|  |                        |

|  | Risc mínim (LC) |
|  |                 |

|  | Extinta (EX) |
|  |              |

|  | Extinta en estat salvatge (EW) |
|  |                                |

|  | En perill crític (CR) |
|  |                       |
|  | En perill (EN)        |
|  |                       |
|  | Vulnerable (VU)       |
|  |                       |

|  | Gairebé amenaçada (NT) |
|  |                        |

|  | Risc mínim (LC) |
|  |                 |

|  | Extinta (EX) |
|  |              |

|  | Extinta en estat salvatge (EW) |
|  |                                |

|  | En perill crític (CR) |
|  |                       |
|  | En perill (EN)        |
|  |                       |
|  | Vulnerable (VU)       |
|  |                       |

|  | Gairebé amenaçada (NT) |
|  |                        |

|  | Risc mínim (LC) |
|  |                 |

|  | Extinta (EX) |
|  |              |

|  | Extinta en estat salvatge (EW) |
|  |                                |

|  | En perill crític (CR) |
|  |                       |
|  | En perill (EN)        |
|  |                       |
|  | Vulnerable (VU)       |
|  |                       |

|  | Gairebé amenaçada (NT) |
|  |                        |

|  | Risc mínim (LC) |
|  |                 |

|  | Extinta (EX) |
|  |              |

|  | Extinta en estat salvatge (EW) |
|  |                                |

|  | En perill crític (CR) |
|  |                       |
|  | En perill (EN)        |
|  |                       |
|  | Vulnerable (VU)       |
|  |                       |

|  | Gairebé amenaçada (NT) |
|  |                        |

|  | Risc mínim (LC) |
|  |                 |

|  | Extinta (EX) |
|  |              |

|  | Extinta en estat salvatge (EW) |
|  |                                |

|  | En perill crític (CR) |
|  |                       |
|  | En perill (EN)        |
|  |                       |
|  | Vulnerable (VU)       |
|  |                       |

|  | Gairebé amenaçada (NT) |
|  |                        |

|  | Risc mínim (LC) |
|  |                 |